# Халберштат D.V
Халберштат D.V је ловачки авион направљен у Немачкој. Авион је први пут полетео 1916. године.
Произведено је око 90 авиона, од којих су неки 1917. предати Турској.

## Пројектовање и развој
После неуспеха са авионом Халберштат D.IV, конструктори су се вратили концепцији која је проверена на моделу D.III и његовим побољшањем дошли до модела Халберштат D.V. Крила су код овог модела међусобно повезана са четири пара металних упорница и затезачима од челичних жица. Горње крило је изнад кабине пилота полукружно изрезано како би се повећало видно поље. Уравнотежена су крилца и уграђен је један фиксни синхронизовани митраљез који се налазио са леве стране мотора а касније су авиони опремани са два синхронизована митраљеза постављеним испред кокпита и пуцали су кроз обртно поље елисе.

## Технички опис
Труп му је правоугаоног попречног пресека, дрвене решеткасте конструкције. Предњи део, у коме је био смештен мотор је био обложен алуминијумским лимом, са доње стране и бокова. Са горње стране мотор није покривен капотажом да би се олакшало хлађење мотора. Ово решење са једне стране побољшало хлађење мотора али је са друге стране знатно погоршавало аеродинамичност авиона. Остали део трупа је био облепљен дрвеном лепенком што је додатно ојачало структуру авиона. Носач мотора је био од заварених челичних цеви. Пилот је седео у отвореном кокпиту и био је заштићен малим ветробранским стаклом.
Авион је био опремљен течношћу хлађеним линијским мотором Аргус As II снаге 120 KS. Хладњак за воду се налазио изнад горњег крила авиона. На вратилу мотора је била причвршћена двокрака, вучна, дрвена елиса, непроменљивог корака.
Крила су била дрвене конструкције пресвучена импрегнираним платном релативно танког профила. Крилца за управљање авионом су се налазила само на горњим крилима. Крила су између себе била повезана са четири пара паралелних упорница. Затезачи су били од клавирске челичне жице. Крила су била једнака по ширини и правоугаоног облика а доње крило је имало мањи размах од горњег крила. Горње крило је било померено ка кљуну авиона у односу на доње крило. Конструкције репних  кормила правца и дубине су била направљена од дрвета пресвучена платном.
Стајни орган је био класичан фиксан са осовином, а на репном делу се налазила еластична дрвена дрљача.

## Наоружање
| Наоружање авиона: Халберштат   |             |
| Ватрено (стрељачко) наоружање  |             |
| Топ                            |             |
| Митраљез                       |             |
| Број и ознака митраљеза        | 1 (ретко 2) |
| Калибар                        | 7,92        |
| Бомбардерско наоружање (бомбе) |             |
| Ракетно наоружање (ракете)     |             |

## Оперативно коришћење
Авион Халберштат D.V почео је да се испоручује западном фронту од јесени 1916. године, остајући на првој линији до лета 1917. године, када их замењују модернији и ефикаснији модели, а они су затим пребачен на обуку пилота. Укупно је произведено 90 авиона овог типа.
Овај модел се  1917. године  испоручују војном ваздухопловству Отоманског царства, ови примерци око 33 комада се модификују са додатним хладњацима постављени на бочним странама трупа за употребу у подручјима са вишим температурама. Овим су угрожене перформансе авиона јер је нарушена укупна аеродинамика али то је била цена које се морала платити, но без обзира на то ови авиони су остали у првој борбеној линији у Палестини до 1918. године.
Заробљени авиони овог типа на источном фронту су Руси користили у војне сврхе као ловце.

## Земље које су користиле овај авион
- Немачко царство
- Турска
- Русија